# 處女情緣 (第三季)
《處女情緣》第三季（英語：Jane the Virgin Season 3）由珍妮·斯奈德·厄曼開創，在2016年10月17日至2017年5月22日間於The CW首播，全季共20集。本劇改編自委內瑞拉肥皂劇《處女胡安娜》，講述自幼便受虔誠的外婆灌輸必須在婚前保持貞潔的貞·維拉紐瓦，因遭逢醫療疏失而懷了孕，人生從此如同肥皂劇般高潮迭起的故事。

## 製作
本季在2016年3月11日獲得續訂，集數預訂為20集，並在2017年1月8日宣布續訂第4季。

### 選角
吉娜·羅德里奎、安德莉亞·娜菲道、雅兒·格洛布格拉斯、賈斯汀·巴爾多尼、伊凡·科爾、布雷特·迪爾與傑米·卡米爾等八名主要演員全數回歸第3季。由於劇情安排的關係，迪爾所飾演小麥可·科代洛於本季第10集逝世，因此迪爾在演出第11集後便正式退場，不過他亦有回歸季終集客串演出。
2016年8月24日，據演員社群媒體透露，《絕望的主婦》伊娃·朗歌莉亞或將客串本劇，但確定她將執導第3季第3集。9月29日，宣布同樣曾演出《絕望的主婦》的李卡多·查維拉將飾演希歐瑪拉的前男友。11月22日，宣布《末日孤艦》伊麗莎白·羅姆將於第3季擔任重要配角，飾演輕聲細語、姿態文靜的艾琳，並將和露易莎發展情愫。
2017年1月17日，宣布強尼·梅斯納加入第3季配角群，飾演查克，將與雅兒·格洛布格拉斯演出對手戲。4月5日，宣布《少年狼》泰勒·波西將於第4季擔任常設演員，飾演來自貞過往人生的人物，預計在第3季季末初登場。

## 演員陣容

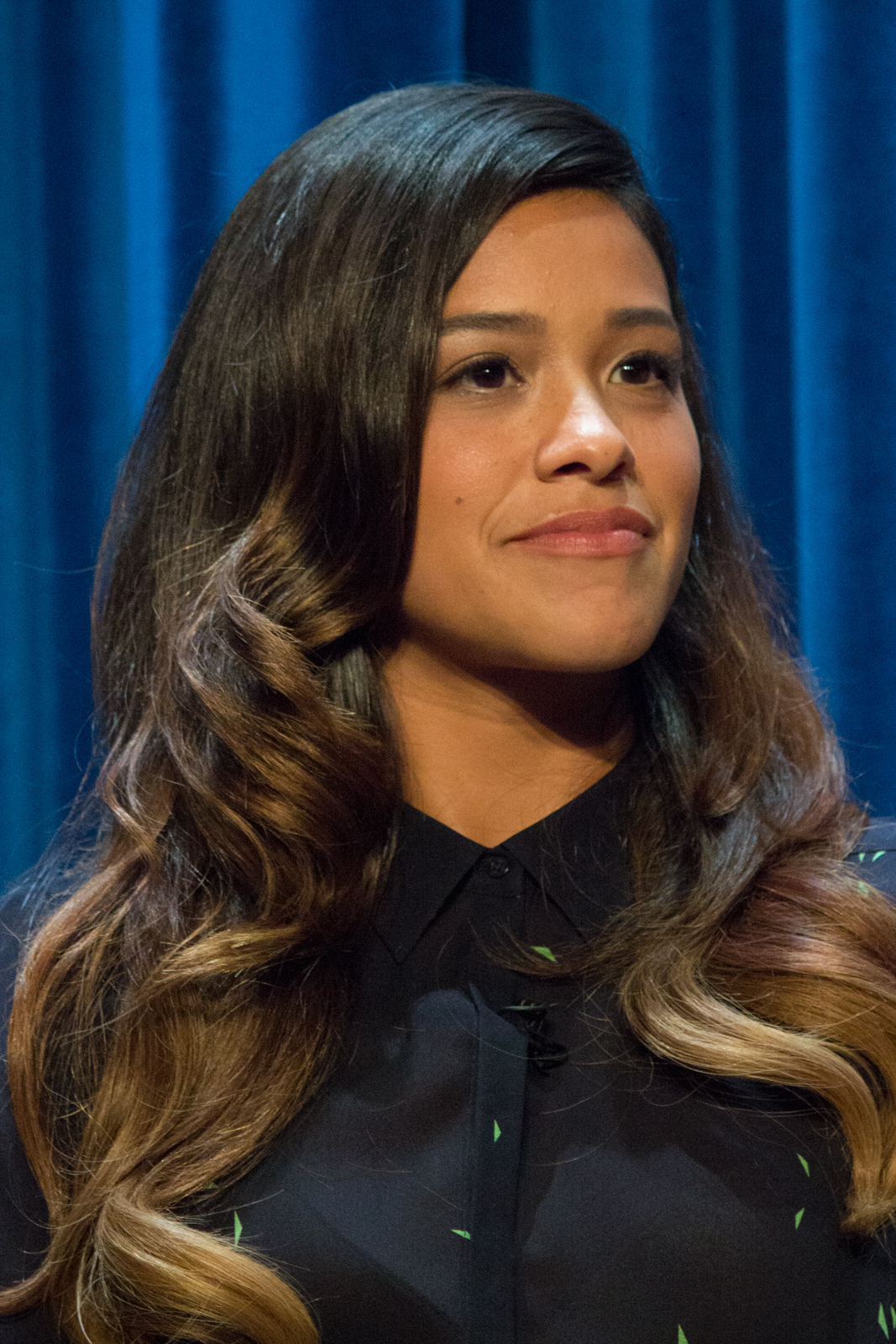
吉娜·羅德里奎飾演女主角貞·葛蘿莉安娜·維拉紐瓦

### 主要演員
- 吉娜·羅德里奎 飾演 貞·葛蘿莉安娜·維拉紐瓦
- 安德莉亞·娜菲道（英语：Andrea Navedo） 飾演 “希歐”瑪拉·葛蘿莉安娜·維拉紐瓦
- 雅兒·格洛布格拉斯（英语：Yael Grobglas） 飾演 姵特拉·索拉諾
- 賈斯汀·巴爾多尼 飾演 拉斐爾·索拉諾
- 伊凡·科爾（英语：Ivonne Coll） 飾演 艾兒芭·葛蘿莉安娜·維拉紐瓦
- 布雷特·迪爾 飾演 小麥可·科代洛
- 傑米·卡米爾（英语：Jaime Camil） 飾演 羅赫里歐·迪·拉·維加

### 常設演員
- 雅拉·馬丁內茲（英语：Yara Martinez） 飾演 露易莎·奧佛
- 布麗奇特·里根（英语：Bridget Regan） 飾演 希恩·“蘿絲”·羅斯托
- 賈絲汀娜·瑪查多（英语：Justina Machado） 飾演 妲西·費克特
- 李卡多·查維拉（英语：Ricardo Antonio Chavira） 飾演 布魯斯
- 伊麗莎白·羅姆 飾演 艾琳
- 茱蒂·雷耶斯（英语：Judy Reyes） 飾演 迪娜·米拉格羅
- 黛安·格雷羅（英语：Diane Guerrero） 飾演 黎娜·桑提連
- 普西拉·巴恩斯（英语：Priscilla Barnes） 飾演 美格達
- 梅蘭妮·梅隆（英语：Melanie Mayron） 飾演 瑪琳·唐納森
- 莫莉·哈根（英语：Molly Hagan） 飾演 派翠西亞·科代洛
- 敏卡·凱利 飾演 艾比·惠特曼
- 伊芳恩·歐吉（英语：Yvonne Orji） 飾演 史黛西
- 瑪雅·卡贊 飾演 克蘿伊·利蘭
- 強尼·梅斯納 飾演 查克·切瑟
- 蘇菲亞·珀納斯（英语：Sofia Pernas） 飾演 卡特琳娜·瑪麗亞·莫拉
- 法蘭西斯科·聖·馬丁 飾演 法比安·里加洛·迪·西耶洛
- 諾瑪·瑪多娜多（英语：Norma Maldonado） 飾演 導演
- 德尼茲·阿克丹尼茲（英语：Deniz Akdeniz） 飾演 艾力克斯
- 埃文·托德 飾演 傑洛米·豪
- 凱瑟琳·托里比歐 飾演 “希歐”瑪拉·葛蘿莉安娜·維拉紐瓦（少女）
- 衛斯·阿姆斯壯 飾演 史考特·阿楚雷特
- 克里斯托弗·艾倫 飾演 丹尼斯·錢伯斯
- 凱勒·沃瑟姆 飾演 埃斯特班·桑提亞哥
- 雪莉·巴哈拉 飾演 克莉希娜
- 阿爾方索·迪盧卡 飾演 喬治
- 理察·謝爾頓（英语：Richard Shelton (actor)） 飾演 阿諾德·德蒙尼利爾
- 凱特·柯恩 飾演 電視網高層執行長
- 艾達·魯茲·普拉 飾演 電視網副執行長
- 葛蘿莉亞·卡爾德隆·凱雷特（英语：Gloria Calderon Kellett） 飾演 電視網執行長
- 克雷格·李·湯瑪斯 飾演 艾爾維斯·耶格
- 丹奈·羅德里奎 飾演 泰絲
- 米雅·艾倫 飾演 安娜·索拉諾
- 艾拉·艾倫 飾演 艾莉·索拉諾
- 喬瑟夫·山德斯 飾演 馬特奧·葛蘿莉安娜·羅赫里歐·索拉諾·維拉紐瓦

### 客串演員
- 珍·西摩兒 飾演 亞曼達·艾蓮
- 葛洛莉雅·伊斯特芬 飾演 自己
- 埃米里歐·伊斯特芬（英语：Emilio Estefan） 飾演 自己
- 法比亞娜·尤汀尼歐（英语：Fabiana Udenio） 飾演 艾琳娜·迪·諾拉
- 凱莉·魯瑟福 飾演 蕾絲莉·克拉克
- 泰勒·波西 飾演 亞當·愛德華多·阿爾瓦羅
- 丹妮絲·理查茲 飾演 自己
- 卡門·伊萊克特拉 飾演 自己
- 布魯克·伯克-查維特（英语：Brooke Burke-Charvet） 飾演 自己
- 雪若·博克（英语：Cheryl Burke） 飾演 自己
- 喬治·迪亞茲 飾演 J·D·古茲曼
- 安琪·塞佩達（英语：Angie Cepeda） 飾演 艾莉安娜·查凡多

## 集數
| 總集數 | 集數 （季） | 標題                           | 導演                 | 編劇                                      | 首播日期       | 美國收視人數 （百萬） |
| --- | ----------- | ------------------------------ | -------------------- | ----------------------------------------- | -------------- | --------------------- |
| 45 | 1           | 第四十五章 Chapter Forty-Five  | 吉娜·拉馬爾          | 珍妮·斯奈德·厄曼                          | 2016年10月17日 | 1.09                  |
| 回顧貞與麥可的相遇，在貞於21歲生日派對與麥可接吻的隔日，貞暗戀許久的山姆終於和自己有更進一步的關係，這讓貞陷入了兩難。在希歐瑪拉的建議下，貞向麥可謊稱自己生了重病而取消了兩人的約會，並準備赴山姆的約。親自煮了湯並送來維拉紐瓦家的麥可，發現貞上了山姆的車後，臨檢了違規的山姆，並將湯交付給了貞。過意不去並在乎著自己和麥可之間微妙心動感覺的貞，決定向麥可坦白，而麥可雖表明不願陷入三角戀，但他仍無法無視和貞之間難以解釋的砰然。現在，麥可陷入了生命危險，貞必須替麥可做出是否該動手術的決定，而貞的選擇使她與派翠西亞的意見產生了歧異。羅赫里歐為了不再引起騷動，他決定替錄下他們一家人在醫院守候的影片的兩名男子進行尿檢，好換取對方不得推文的要求，結果這卻讓羅赫里歐惹禍上身；另一方面，希歐瑪拉向羅赫里歐坦承自己懷上了埃斯特班的孩子，而羅赫里歐在平復情緒後，表示不管如何都會支持希歐瑪拉，即便希歐瑪拉並不想留住孩子。警方開始在瑪貝拉進行刑事調查，而警察察覺假冒姵特拉的阿妮姿卡相當可疑，但在拉斐爾的證詞下，他們姑且相信了行為舉止怪異的「假」姵特拉。在警方的調查下，拉斐爾發現兇手可能是假死的羅斯托，同時，麥可的手術相當成功，並甦醒了過來，而他亦指認了是其搭檔蘇姍娜所為。 |             |                                |                      |                                           |                |                       |
| 46 | 2           | 第四十六章 Chapter Forty-Six   | 布萊德·希伯林        | 大衛·S·羅森塔爾 保羅·修洛塔               | 2016年10月24日 | 1.11                  |
| 儘管麥可已逃離死劫，貞仍夜夜做惡夢，為了治癒創傷症候群，貞決定更加努力的過生活，以回歸正常的生活。希歐瑪拉私下進行流產，而她懷疑艾兒芭知情，因此她企圖試探艾兒芭。拉斐爾終於放下了貞，並和貞維持好友關係，同時，他與貞試圖找出兩人都滿意並適合馬特奧的幼稚園。在希歐瑪拉向艾兒芭坦白後，艾兒芭對希歐瑪拉的作為感到氣憤，這讓母女倆再次陷入冷戰。羅赫里歐企圖打入美國好萊塢市場，但卻處處碰壁，在希歐瑪拉的鼓勵下，他意識到他不需改變自己，並以他獨自的風格勇闖美國演藝圈。貞與拉斐爾起了小爭執，在幼稚園教師的幫助下，他們對彼此說出了內心話，而貞要拉斐爾了解他並不孤單，因為他們正是一家人。貞要艾兒芭試著接受希歐瑪拉的選擇，而艾兒芭也決定尊重希歐瑪拉對自身的自主權，並學習接受他人與自己不同的思想，和希歐瑪拉言歸於好。麥可意外激起身為倖存者的創傷後心理壓力緊張症候群，而貞決定陪伴麥可一同對抗恐懼，並支持麥可，即便她內心相當排斥麥可繼續擔任警探，但她知道這是麥可的夢想職。阿妮姿卡試圖找出拉斐爾的不法事蹟，好用來威脅拉斐爾，然而卻意外被史考特發現，阿妮姿卡隨後便色誘史考特，並和史考特聯手。最後，麥可的身體終於痊癒，並在醫師的許可下，他與貞即將迎來兩人期待已久的第一次。 |             |                                |                      |                                           |                |                       |
| 47 | 3           | 第四十七章 Chapter Forty-Seven | 伊娃·朗歌莉亞·巴斯頓 | 卡洛琳娜·里維拉 麥卡·雀拉夫特             | 2016年10月31日 | 0.97                  |
| 貞終於獻出了自己的第一次，然而她卻為了麥可而假裝高潮，同時，她發覺自己的內心深處似乎仍被處女思想給綁住。貞意外的錄下了與麥可的第一次，更意外將影片傳送給瑪琳，而瑪琳在得知這是貞的第一次後，表示貞過去的愛情小說都太過夢幻，期許貞在體驗過性後能夠寫出更好的作品。希歐瑪拉參加《美國好聲音》的試鏡，但當製作人詢問起希歐瑪拉有關她不當歌星時的志願時，希歐瑪拉開始意識到自己是否該另尋他路。羅赫里歐說服迪娜將《桑托斯激情》推銷給The CW，好製作美國版，並以此打入好萊塢市場，然而電視台高層卻有意找來羅伯·勞擔任男主角，這讓想出任男主角的羅赫里歐相當失望，但迪娜認為這或許也是另一個成功的機會。貞發現艾兒芭有個感情不好的姊妹西西莉亞，因此決定以此做為故事藍本，另一方面，貞在發現希歐瑪拉似乎有意放棄歌手夢後，要羅赫里歐再次找來名人給予希歐瑪拉鼓勵。露易莎仍對蘿絲殺害自己的父親一事耿耿於懷，而在露易莎收到拉斐爾祝福自己生日的信後，露易莎決定放棄與蘿絲私奔的人生，並回到拉斐爾身邊。貞嘗試了許多方法來助興，但都以失敗告終，這也讓麥可感到疲憊。貞了解到失去了處女的身分，對她來說是件很重要的事，而希歐瑪拉要貞慢慢摸索，去尋找適合自己的性愛感受。麥可在黎娜的提點下，決定觀看自己與貞的第一次錄影檔，並和貞一同研究如何讓彼此都能感受到快感。回歸的露易莎向拉斐爾與麥可道出一切，並表示德瑞克與艾琳娜皆在蘿絲的謀殺死亡名單之中，這讓麥可感到疑惑，並緊急派人觀察艾琳娜，結果卻已為時已晚，而在艾琳娜死亡的前一刻，其手上拿著一本聖經並喊著：「我兒子」。 |             |                                |                      |                                           |                |                       |
| 48 | 4           | 第四十八章 Chapter Forty-Eight | 梅蘭妮·梅隆          | 莎拉·高芬格 潔西卡·歐圖爾 艾美·拉爾汀     | 2016年11月7日  | 1.08                  |
| 憶起過往，貞從未真正搬離維拉紐瓦家，現在，貞與麥可來到新居展開新生活，然而他們卻意外發現原來有人在暗中幫助他們支付原房租差額。羅赫里歐為了爭取到能夠演出改編亞曼達小說的電影，而打算說服亞曼達垂涎的拉斐爾陪同亞曼達出席慈善活動，但拉斐爾卻拒絕了羅赫里歐。希歐瑪拉應徵了銀行櫃員的工作並成功錄取，而艾兒芭認為希歐瑪拉肯定會對此工作感到不適應，但想起過往總是在兩人之間協調的貞已搬出了維拉紐瓦家，艾兒芭為了維持和平而選擇支持希歐瑪拉。瑪貝拉的員工打算在活動當天進行罷工，與此同時，貞意外得知當初是姵特拉暗中幫她與麥可支付房租差額，這使貞決定邀請姵特拉與史考特至家中共餐，好答謝姵特拉。為了能夠負擔得起房租，貞與麥可決定減少開支，另一方面，拉斐爾感覺到想賣掉股份的姵特拉有所異常，因此要貞試探姵特拉，好防止米洛許事件重演。史考特為了阻止員工們罷工，而打算賄賂貞，但貞為了支持黎娜的行動而拒絕了史考特，隨後，阿妮姿卡對貞懷疑史考特在暗中勒索自己一事感到氣憤。由於拉斐爾答應了羅赫里歐的請求，而請託羅赫里歐代替自己陪伴心情低落的露易莎，在此期間，羅赫里歐幫助露易莎檢視內心，並讓露易莎正視自己之所以想藉酒精來逃避現實的原由，而露易莎也決定重回康復中心，同時，拉斐爾與羅赫里歐的關係也因此更加親近。麥可意外發現貞誇大了他們的支出，為的是能夠節省更多開支，這使麥可認為貞不信任自己，導致兩人為此爭吵，隨後，黎娜緊急取消的罷工，而史考特刻意道出黎娜接受了自己的金錢賄賂，有意破壞貞與黎娜的感情。希歐瑪拉辭掉了銀行的工作並隱瞞為自己找到工作而感到驕傲的艾兒芭，而在東窗事發後，艾兒芭向希歐瑪拉坦承自己之所以未阻止希歐瑪拉的心意，而希歐瑪拉則認為她倆的母女關係並非如此脆弱，而她亦需要艾兒芭給予自己意見，來防止她做出錯誤的選擇，這讓希歐瑪拉與艾兒芭朝向不需依靠貞來維繫關係的成熟母女關係邁進。貞打算向姵特拉道歉，結果卻被因受美格達獄友威脅而心情焦慮的阿妮姿卡推下游泳池，導致兩人發生激烈打鬥，而貞也因此決定放棄和姵特拉修補關係的想法。貞與麥可了解到與其維持著會導致兩人爭執不斷、難以負擔的經濟生活，他們更渴求幸福與安樂的日常，因此他們決定放棄這完美的新居，找尋適合自身經濟的房子。最後，假扮姵特拉的阿妮姿卡開始展開威脅拉斐爾的行動，這讓拉斐爾陷入瓶頸，而貞則意外發覺此姵特拉似乎非彼姵特拉。 |             |                                |                      |                                           |                |                       |
| 49 | 5           | 第四十九章 Chapter Forty-Nine  | 安娜·馬斯特洛        | 保羅·修洛塔                               | 2016年11月14日 | 0.93                  |
| 貞將自己的想法告訴了拉斐爾，而拉斐爾也對假姵特拉起了疑心，於是拉斐爾將麥可給予自己裝有監視器的熊熊放在姵特拉的套房，企圖釐清真相。貞非常希望拉斐爾與麥可能夠相處融洽，而雙方確實都對彼此釋出了善意，但拉斐爾與麥可卻因毫無共通點而寸步難行。貞說服艾兒芭讓她看西西莉亞寄給她的信，好幫助她創作，而貞也因此獲得親戚的資訊，並與之聯繫，這讓不想揭開過去瘡疤的艾兒芭怒不可遏。麥可發現拉斐爾與一名疑似帶有婚戒的女子曖昧，因此告訴了貞，殊不知，該名女子未婚且是有利於替羅赫里歐爭取到電影角色的人物，而意外從貞那得知此事的拉斐爾感到生氣，也使兩人的關係陷入膠著。拉斐爾決定向阿妮姿卡攤牌，並拯救了姵特拉，但當拉斐爾問起姵特拉其真實身分時，另有所圖的姵特拉卻謊稱自己真的是阿妮姿卡。恢復自由的姵特拉威脅阿妮姿卡按照她的計畫走，並要她與史考特分手，殊不知阿妮姿卡卻接受了史考特的求婚，這使姵特拉不得不親自出馬。羅赫里歐決定當中間人，企圖讓拉斐爾與麥可能夠保持友好，而拉斐爾認為麥可對自己有著成見，至於麥可則認為就拉斐爾當初橫刀奪愛一事，其仍欠自己一個道歉，在兩人化解心結後，他們也嘗試找出彼此共通的喜好。原本要向史考特提出分手的姵特拉發現史考特有利於股份買賣後，決定暫緩計畫，並在意識到瑪貝拉有著她努力的心血後，她放棄了賣掉瑪貝拉股份的想法。麥可靈機一動，並和拉斐爾與羅赫里歐攜手釐清艾琳娜死前留下的線索，至於羅赫里歐則成功獲取美國電影角色，但他將會有突破性的全裸演出。正努力找尋適合自己的職業的希歐瑪拉，決定告別舞蹈老師的身分，但在告別表演會上，她隨即意識到擔任舞蹈老師正是能使她感到快樂的職業，因此她決定開一間舞蹈工作室。雖然貞一直以來都希望事事能夠獲得艾兒芭的認可，但在與親戚聯繫這件事上她不願妥協，而這次艾兒芭也決定不因溺愛貞而讓步。最後，電視台高層打算就羅赫里歐將全裸演出電影一事，和羅赫里歐交換條件，至於姵特拉則向拉斐爾坦白一切，並打算將拉斐爾從瑪貝拉剔除，因為她已經受夠了做一個好人會遭來的厄運。 |             |                                |                      |                                           |                |                       |
| 50 | 6           | 第五十章 Chapter Fifty         | 梅蘭妮·梅隆          | 瓦倫蒂娜·加爾薩 大衛·S·羅森塔爾           | 2016年11月21日 | 1.03                  |
| 西西莉亞的孫女，也就是貞的表妹卡特琳娜意外造訪，這讓貞感到興奮，並隨即和卡特琳娜成為了摯友。在羅赫里歐的幫助下，希歐瑪拉成功租下了滿意的工作室，然而她卻發現已婚卻又讓自己久久難以忘情的前男友布魯斯，就是自己的鄰居，這讓她有些恐慌。姵特拉對認不出自己的拉斐爾感到氣憤，並要求拉斐爾盡早搬走，同時，姵特拉向史考特劃清界線，卻引來史考特向她提起職場性騷擾的告訴以示復仇。學校不願讓貞重回助教身分，但瑪琳向〈銀色天際線〉出版社推薦了貞，這讓貞相當感謝瑪琳。貞前去出版社應徵，然而貞卻因接受了卡特琳娜的建議，而搞砸了一切，隨後卡特琳娜幫助貞和蕾絲莉的助理艾莉絲搭上線，使得貞尚有機會成為出版社的助理。羅赫里歐陪伴希歐瑪拉克服對布魯斯的複雜情緒，而希歐瑪拉在接受羅赫里歐的意見後，當面咒罵布魯斯以發洩自己當初被布魯斯玩弄的心情。拉斐爾認識了卡特琳娜後，兩人相互來電，這使貞感到不自在，因此試圖從中切斷兩人的聯繫，這讓拉斐爾對貞感到不諒解。姵特拉打算拉攏拉斐爾來打擊史考特，但姵特拉不滿拉斐爾的條件，因此姵特拉決定賄賂史考特，結果卻以失敗告終，使得姵特拉不得不接受拉斐爾的條件以獲得幫助。羅赫里歐因對劇本感到不滿而向古茲曼發脾氣，但他意識到其實這是他對希歐瑪拉情未了的情感投射，於是當他打算挽回希歐瑪拉時，卻意外發現希歐瑪拉竟與現已離婚的布魯斯再續前緣，甚至還隱瞞貞此事。艾兒芭決定和卡特琳娜見面，然而她們意外的合拍，但在卡特琳娜談起艾兒芭與西西莉亞和馬特奧間難解的三角戀情時，艾兒芭對不了解實情的卡特琳娜發怒，而搞砸了晚餐。麥可對貞阻擋拉斐爾與卡特琳娜的作為感到不解，而貞坦承自己雖然喜歡卡特琳娜，但她同時也嫉妒卡特琳娜的自由與灑脫，使她感覺到自己的人生似乎非常無趣，而這正是麥可所擔心的，但貞隨後也了解到自己的生活其實也很美好。原來，拉斐爾早已事先與史考特合作，才奪回了股份與住處，同時他也與卡特琳娜發展了情愫，與此同時，煎熬的艾兒芭終於和貞和好，並表示卡特琳娜總會讓她想起她那邪惡的姊妹西西莉亞。 |             |                                |                      |                                           |                |                       |
| 51 | 7           | 第五十一章 Chapter Fifty-One   | 吉娜·拉馬爾          | 莎拉·高芬格 潔西卡·歐圖爾 艾美·拉爾汀     | 2016年11月28日 | 1.15                  |
| 卡特琳娜的起居已影響到貞與麥可的生活，這讓兩人相當困擾，同時，經艾兒芭的提醒，貞發現自己已久未至教堂，艾兒芭更有意無意的讓貞感到些微的罪惡，好讓貞了解宗教信仰對馬特奧的重要性。羅赫里歐揭露自己已知希歐瑪拉與布魯斯之間的情事，而希歐瑪拉希望羅赫里歐能夠暫時替自己保守秘密，另一方面，羅赫里歐加入了由妲西主持的上流愛情媒人系統，以尋覓符合自己條件的女性。貞決定每周日帶馬特奧上教堂，而起初拉斐爾對此表示反對，結果這卻意外開啟了他塵封已久的兒時回憶，更有助於警方對艾琳娜的調查。拉斐爾發現在父親的遺物中，有幅自與艾琳娜有所聯繫的修道院那變賣來的畫作，而拉斐爾當初為了保護父親，在父親死後暗中替父親掩蓋了不少罪狀，使得辦案的麥可相當為難，而貞則要拉斐爾開始選擇做對的事情。貞漸漸開始對卡特琳娜起疑，並發現卡特琳娜似乎對自己說了謊，但卡特琳娜的解釋推翻了貞的質疑，使得貞對懷疑卡特琳娜感到抱歉，不過卡特琳娜確實有著不為人知的秘密。貞陪同拉斐爾來到修道院，好刺激拉斐爾封存的記憶，而院長向拉斐爾道出自己和埃米里歐及艾琳娜間的勾當與苦衷，並給予了拉斐爾一封神秘的信，另一方面，貞藉修女的開導，發現自己似乎因麥可中槍等事件開始對上帝感到質疑。羅赫里歐差點被妲西取消資格，但在了解羅赫里歐為何執著於尋找願意和自己共有孩子的女人的原因後，妲西向羅赫里歐推薦了自己。希歐瑪拉知道貞對自己和布魯斯舊情復燃一事感到無法理解後，試圖向貞解釋，但在貞得知希歐瑪拉當初在與布魯斯拍拖時，便知悉他有家室後，反而更加無法諒解希歐瑪拉。最後，情緒低落的拉斐爾決定向警方自白有關父親的勾當，同時，亦向貞揭露神秘信封內的真相，即是自己其實並非索拉諾家的親骨肉，實為艾琳娜作為頂替其流產掉的孩子的養子。 |             |                                |                      |                                           |                |                       |
| 52 | 8           | 第五十二章 Chapter Fifty-Two   | 安娜·馬斯特洛        | 卡洛琳娜·里維拉 麥卡·雀拉夫特             | 2017年1月23日  | 0.99                  |
| 由於艾兒芭選擇支持希歐瑪拉與布魯斯，即便貞仍對布魯斯感到反感，但她決定聽從麥可的意見，不去插手他倆間的感情。貞意外發現卡特琳娜原來有個論及離婚的丈夫，正學習不干涉他人生活的貞，要卡特琳娜親自向拉斐爾坦白，但得知事實的拉斐爾，反而希望貞能夠首個告知他，這使貞陷入兩難，亦與卡特琳娜關係惡化。親子鑑定結果證實拉斐爾並非索拉諾家的骨肉，而拉斐爾意外發現了埃米里歐的遺囑，其中立下了只將遺產繼承給親生孩子的條款，這讓拉斐爾終於意識到原來埃米里歐在生前對待自己的態度，或許是他早已懷疑自己並非其親骨肉的事實。由於麥可被停職，忍受不了只處理文書作業的他，爽快地辭去了警探的職位，但隨後便陷入抉擇下一份工作的煩惱中。姵特拉察覺史考特忽然有了大筆財產，因此懷疑他與拉斐爾私下密謀，但拉斐爾否認了姵特拉的推測，更刻意質疑姵特拉或許是因調包事件而產生了心理疾病，另一方面，因姵特拉認為自己的多疑是阿妮姿卡所造成，故威脅阿妮姿卡返回捷克，否則她將會讓阿妮姿卡移送法辦。希歐瑪拉因布魯斯女兒的不諒解，讓兩人的感情路受挫，而貞則選擇尊重希歐瑪拉與布魯斯，並決定以過來人的身分，試圖軟化布魯斯的女兒對希歐瑪拉的恨意。麥可發現自己很有喜劇天賦，因此他決定嘗試做個喜劇演員，即便貞認為麥可可能無法成功取悅觀眾，但她仍選擇支持麥可的選擇。希歐瑪拉在得知羅赫里歐是真心想和妲西展開生育計畫後，擔心羅赫里歐受傷的她持反對意見，但在艾兒芭的提點下，她了解到自己沒有資格評斷他人生活的選擇，於是轉而給予羅赫里歐與妲西鼓勵，然而，說好不談感情的羅赫里歐，卻發現自己似乎對妲西有了心動的感覺，但妲西卻拒絕了羅赫里歐的感情。姵特拉喬裝成阿妮姿卡向史考特道別，並從中得知史考特確實與拉斐爾有所來往，於是姵特拉決定向拉斐爾反擊，而神不知鬼不覺地在拉斐爾家偷偷裝設了攝影機，並意外得知埃米里歐的遺囑內容。 |             |                                |                      |                                           |                |                       |
| 53 | 9           | 第五十三章 Chapter Fifty-Three | 吉娜·拉馬爾          | 香緹兒·M·威爾斯                           | 2017年1月30日  | 0.91                  |
| 打算轉行擔任律師的麥可，決定考取法學院，但準備時間相當緊迫，至於貞則完成了取材自艾兒芭過往的小說，並擔心艾兒芭會對小說內容感到敏感。羅赫里歐的穿越時空肥皂劇即將迎來完結，但他卻一直對結局感到不滿而要求改寫，同時，他與妲西也決定來場正式約會，但在妲西發現羅赫里歐和希歐瑪拉關係相當緊密後，感到退卻而再度武裝自己。艾兒芭最終還是看見了貞的小說，但她並未生氣，反而相當支持貞，並以貞為傲，然而貞卻因過度擔心成品不佳，而開始更動小說內容，企圖讓小說更加完美，結果卻反倒帶來龐大的壓力。拉斐爾打算讓法院執行父親的遺囑，但這恐將導致拉斐爾失去現有的財富，而有所盤算的姵特拉，欲聯合卡特琳娜來支開拉斐爾，好取得遺囑文件，另一方面，姵特拉以為阿妮姿卡已經出境，殊不知，阿妮姿卡其實躲在史考特家，與其秘密同居、結為連理。貞和麥可同時面臨各自的壓力問題，這導致兩人常有摩擦，而麥可更因抹了貞的精油，導致皮膚過敏，恐影響其面試，使得兩人的爭執到達了高點。卡特琳娜成功說服拉斐爾來趟分手之旅，結果兩人意外在這趟旅程中，敞開彼此的心房，而卡特琳娜也因過意不去，選擇告訴拉斐爾有關與姵特拉合作的真相。羅赫里歐得知妲西其實也對自己動情後，從中獲得啟示，並以此作為肥皂劇的結局，亦和妲西坦承對彼此的感情。拉斐爾揭穿姵特拉監視自己一事，這讓姵特拉不得不道出自己在被阿妮姿卡調包後，害怕自己分不清現實與虛幻，女兒們也因對其陌生而推開她等心理創傷，同時，姵特拉亦坦承自己為了保護女兒們，選擇銷毀了埃米里歐的遺囑，這讓拉斐爾相當心疼姵特拉。貞與麥可雖然都想與對方共同分擔彼此的壓力，但他們還是選擇瞞著對方，不過慶幸的是他們最後找到了那塊屬於他們的平靜之地，拋開了過度的煩擾，並繼續學習如何共享彼此的情緒。由於拉斐爾面臨著新的難題，因此他不打算和卡特琳娜進一步交往，而卡特琳娜最終也離開了邁阿密，同時，拉斐爾也希望姵特拉能夠接受心理治療，而姵特拉則提出要拉斐爾為了女兒們，別履行埃米里歐遺囑的條件。不過他們所不知道的是，史考特其實早前跟蹤了姵特拉，並回復了埃米里歐被銷毀的遺囑，還另有所圖。 |             |                                |                      |                                           |                |                       |
| 54 | 10          | 第五十四章 Chapter Fifty-Four  | 梅蘭妮·梅隆          | 麥卡·雀拉夫特 珍妮·斯奈德·厄曼            | 2017年2月6日   | 0.93                  |
| 姵特拉發現阿妮姿卡仍待在美國，而史考特與阿妮姿卡以埃米里歐的遺囑要脅姵特拉，使得姵特拉無法對此有所做為。泰絲不情願地和維拉紐瓦家共餐，而刻薄的泰絲，意外和貞相談甚歡。貞獲得出版社的應徵機會，卻在此時發現自己的月經來遲，這讓她相當擔心是否又懷上了孩子，深怕打亂自己和麥可對未來的規劃。羅赫里歐邀請親朋好友前來親友首映會欣賞其演出之美國電影，然而他在發現自己為藝術犧牲的全裸演出竟然遭到剪片後，對此大發雷霆，還因一時口快傷害了妲西，更被媒體拍下這一切的脫序行為。麥可在得知貞疑似懷孕後相當欣喜，這讓貞有些意外，卻也感到幸福，只可惜貞的月經隨後便到來，讓兩人有些失落，並安慰著彼此尚有機會懷上屬於兩人的孩子。露易莎在得知拉斐爾並非自己的親生弟弟後，表明拉斐爾永遠是自己的弟弟，同時她亦介紹了自己的新女友艾琳給拉斐爾認識，但有鑑於蘿絲易容事件，拉斐爾希望艾琳能夠接受身理檢測，以確保無後患。泰絲喝醉酒前來投靠貞，而希歐瑪拉決定藉此機會向布魯斯表達自己的育兒觀念，好讓自己與泰絲的關係能夠有所改善，與此同時，羅赫里歐決定參加妲西的相親節目，以向妲西表明自己的真心與歉意。艾琳果不其然真的是整形後的蘿絲，而露易莎與蘿絲安排真艾琳去做檢測，好矇騙拉斐爾以順理成章走到一起。在麥可考試的前一晚，為替麥可紓解壓力，貞與其來到充滿兩人回憶的遊樂園，重溫過往初次的悸動，為兩人的愛寫下雋永的一頁。貞不小心送錯稿件，導致失去工作機會，所幸在麥可意外的幫助下，她通過了克蘿伊的測試，成功錄取出版社的助理工作。拉斐爾為了在孩子面前樹立好榜樣，在錯過認罪協議的機會後，他決定為自己的違法行為負責，這讓姵特拉難以接受，並擔心自己無法獨自一人扶養雙胞胎女兒，但在她試著理解拉斐爾的壓力後，決定試著擔起責任，好讓拉斐爾能夠安心地做其選擇。在麥可考完試準備交卷的途中，因槍傷後遺症發作，導致他突然猝死，但他的心直到最後一刻都在為貞跳動，而貞在接到此噩耗後，瞬間崩潰大哭，而時間來到了三年後。 |             |                                |                      |                                           |                |                       |
| 55 | 11          | 第五十五章 Chapter Fifty-Five  | 布萊德·希伯林        | 保羅·修洛塔 珍妮·斯奈德·厄曼              | 2017年2月13日  | 1.07                  |
| 三年後，羅赫里歐與妲西在節目中看似恩愛，實際上則厭惡對方至極，而劇組更將希歐瑪拉塑造成邪惡前女友，這讓希歐瑪拉不堪其擾，亦和羅赫里歐冷戰多時。馬特奧過動的情況讓貞與拉斐爾相當頭痛，而貞的上司克蘿伊也成了惡魔老闆，至於出獄後脫胎換骨，變得心平氣和的拉斐爾則有了一個交往一年多的女友艾比。姵特拉與拉斐爾共同籌畫著新瑪貝拉飯店的開幕準備，然而相鄰的成人旅館所有人查克卻不斷找瑪貝拉麻煩，但姵特拉卻同時與其有著激情情事。貞向克蘿伊引薦自己的作品，希望能夠在作品展示會上發表自己完成的愛情小說，而克蘿伊在閱讀貞的作品後，給予了貞表現的機會。貞對馬特奧不受控的行為感到苦惱，亦和拉斐爾共同設想辦法解決，但貞卻對姵特拉的幫助感到些微的反感，她既不希望姵特拉同情自己，亦深怕此舉會顯現她是個糟糕的母親。羅赫里歐與妲西的實境秀有意製作第三季，而劇組以製作《桑托斯激情》美國版為利誘，希望能留住羅赫里歐，但羅赫里歐因好不容易和希歐瑪拉和好，而拒絕了劇組的邀約。貞完成的作品其實並非改編艾兒芭的故事，而是她和麥可有著美好結局的小說，當她以為自己能夠在眾人面前揭開瘡疤、宣讀自己的作品時，卻因對麥可的思念而打算作罷，所幸拉斐爾鼓勵了貞，要貞在台下宣洩情緒、在台上忍住淚水，以完成自己長久以來的夢想。希歐瑪拉與艾兒芭對貞的堅強刮目相看，而希歐瑪拉也相信自己夠堅強，能夠抵抗節目的狂粉，因此她要羅赫里歐繼續參與節目第三季，好獲得演出肥皂劇美國版的機會，以完成夢想。貞向姵特拉對於自己因馬特奧而和她相處不快一事道歉，並憶起三年前，當拉斐爾入獄、麥可身亡時，她們相互扶持至今的回憶。最後，有出版社表示願意出版貞的小說，這讓貞相當興奮，與此同時，姵特拉接到消息，發現沙灘裡埋著史考特的屍體。 |             |                                |                      |                                           |                |                       |
| 56 | 12          | 第五十六章 Chapter Fifty-Six   | 麥修·戴蒙            | 瓦倫蒂娜·加爾薩                           | 2017年2月20日  | 1.06                  |
| 在麥可去世的這些年，貞因恐慌症發作而尋求心理諮商師的幫助，終於在貞停止接受諮商的這時，因丹尼斯負責調查史考特的死亡事件而讓兩人再次碰頭，這勾起了她不好的回憶，也將憤怒出於丹尼斯身上。姵特拉擔心死亡案件會影響到重新開張的瑪貝拉，亦對員工相當嚴苛，不過警方判定史考特的屍體是位在費爾威克飯店的領地而非瑪貝拉，同時，拉斐爾要姵特拉設立一紀念史考特的噴泉，好迎回員工們的心。貞在知悉自己出書能獲得的版權費後，爽快地辭去了出版社的工作，好不再容忍克蘿伊的刁難，殊不知，版權費是分次給付，這讓貞不得不設法討好克蘿伊，好得以復職。希歐瑪拉私下收到實境秀的幕後影片，並發現羅赫里歐為了收視率選擇出賣自己，而羅赫里歐先前卻還謊稱對此不知情，這讓維拉紐瓦一家都無法諒解她的作為。貞仍對丹尼斯充滿怨懟，原來，在麥可身亡的那段期間，丹尼斯總是陪伴貞療傷，但貞卻意外發現丹尼斯竟偷翻麥可的日記好進行調查，這使貞深受背叛，但丹尼斯其實是想在內部調查中還麥可清白。羅赫里歐一一地向維拉紐瓦家人道歉，而艾兒芭認為羅赫里歐在拍攝實境秀的期間，已迷失了自我，這讓有所體悟的羅赫里歐，在得知是妲西在背後耍陰招後，選擇離開了劇組，而此舉恐將讓他面臨違約糾紛，與此同時，他向希歐瑪拉坦承自己其實是因嫉妒希歐瑪拉與布魯斯同居，而不自覺地想傷害希歐瑪拉的情感。雖然瑪貝拉擺脫了嫌疑，但姵特拉仍想盡辦法幫助查克，這讓查克發覺姵特拉似乎真的愛上了自己，於是他決定和姵特拉展開正式的約會。拉斐爾認為貞對瑪貝拉相當熟悉，亦有領導之風，因此邀請她擔任瑪貝拉的大廳經理，並說服貞切勿回到克蘿伊旗下折磨自己。最後，其實姵特拉曾對史考特的屍體動過手腳，因過意不去才會極盡所能地幫助查克，至於準備復職的拉斐爾，則似乎與在瑪貝拉工作的獄友艾爾維斯隱瞞著什麼。 |             |                                |                      |                                           |                |                       |
| 57 | 13          | 第五十七章 Chapter Fifty-Seven | 姿娜·富恩特斯        | 瑪德蘭·韓翠絲                             | 2017年2月27日  | 0.88                  |
| 兩年前，拉斐爾鼓勵貞創作新故事，而貞決定以20世紀初為背景，來講述一段改編自她和麥可的愛情故事。貞的編輯傑洛米希望貞的故事能夠更加高迭起伏，於是貞想出了許多狗血橋段，但她發覺這並不是她所想要的。貞誤會學校主任而引發尷尬，在姵特拉的幫助下，貞設法彌補一切，同時，亦得和學校家長保持良好關係。艾比向拉斐爾提出同居的提議，但拉斐爾卻似乎有些猶豫。羅赫里歐找來知名律師幫助自己對付實境秀劇組，而他和希歐瑪拉之間的紛爭仍持續上演。拉斐爾與艾爾維斯暗中將一本神秘紅色小本子放置於姵特拉套房的出風口，結果卻意外被姵特拉發現，使得姵特拉相當疑惑，而艾比亦剛好撞見姵特拉的藏匿動作。貞認為自己和傑洛米合作不來，但她隨即便發現其尚未給予傑洛米磨合的時間。姵特拉深怕搞砸與查克的戀情，因此她決定向查克坦白移動了史考特的屍體一事，這讓查克相當氣憤，使得姵特拉不知所措。布魯斯幫助希歐瑪拉與羅赫里歐和好，因此羅赫里歐決定雇用布魯斯做為自己的律師，與此同時，布魯斯向希歐瑪拉求婚成功，這讓羅赫里歐百感交集。在傑洛米的建議下，貞加強了她和拉斐爾在小說中的愛戀，以製造三角戀習題，但這卻讓她有背叛麥可的感覺，而艾兒芭認為就因為貞與拉斐爾有過一段情，使得貞再次與麥可相愛時，那感覺才更加深刻與強烈。艾比在發現拉斐爾原本決定和自己同居卻又反悔後，暗中將姵特拉藏匿的紅色小本子寄給了丹尼斯，有意讓丹尼斯重啟調查，而該本子正是史考特的記帳簿。 |             |                                |                      |                                           |                |                       |
| 58 | 14          | 第五十八章 Chapter Fifty-Eight | 梅蘭妮·梅隆          | 梅莉根·莫荷恩                             | 2017年3月20日  | 0.84                  |
| 為了多和馬特奧相處，貞嘗試和姵特拉共同擔任教室媽媽，但不合的她們決定以競爭方式來爭取此位置，這讓兩人間的較勁意味日益攀升。警方開始調查史考特的小本子，而拉斐爾深怕自己因此再受波及。馬特奧的新助教艾力克斯建議貞無視馬特奧欲吸引他人注意的舉動，與此同時，她和姵特拉的競爭白熱化，兩人也以彼此小孩的行為來戳對方痛處。貞和希歐瑪拉鼓勵艾兒芭勇敢向恢復單身的喬治示愛，殊不知艾兒芭卻跌倒出糗，不過這也意外地迎來不錯的結果。貞意識到馬特奧想要的陪伴不一定是擔任教室媽媽才能履行，而姵特拉也從拉斐爾的提點下，了解到自己的強勢是出自於想保護身邊的所有人，於是貞和姵特拉決定放棄擔任教室媽媽，並推舉了拉斐爾。希歐瑪拉的內心對和布魯斯共結連理一事感到遲疑，而貞能感受到即便馬特奧填補了羅赫里歐想要養育孩子的渴望，但他仍愛著希歐瑪拉的事實。布魯斯發覺希歐瑪拉似乎仍尚存著對羅赫里歐的情感，而感到混亂的希歐瑪拉決定將求婚戒指退還給布魯斯。貞在向艾力克斯分享馬特奧的背景時，她首次在談及麥可卻不再流淚，這代表她終於跨過傷痛向前走，而拉斐爾也在得知自己坐牢未造成馬特奧創傷後，放下自責得以釋懷，另一方面，拉斐爾也和姵特拉重燃激情愛火。 |             |                                |                      |                                           |                |                       |
| 59 | 15          | 第五十九章 Chapter Fifty-Nine  | 安娜·馬斯特洛        |                                           | 2017年3月27日  | 0.89                  |
| 貞已經做好重返情場的準備，然而她卻發現自己的戀愛技能似乎退步不少，因此拉爾斐決定幫助貞。艾兒芭深陷與喬治的戀情之中，在貞的鼓勵下，她決定做個新時代女性，主動向喬治表明內心疑慮。希歐瑪拉不希望自己和布魯斯的關係影響到羅赫里歐的訴訟，而羅赫里歐的新肥皂劇開拍在即，他非常憂心與實境秀劇組間的訴訟將產生問題。查克向警方透露姵特拉移動史考特屍體一事，這讓姵特拉相當氣憤，卻又想方設法地刻意引起查克的嫉妒。布魯斯最後還是放棄擔任羅赫里歐的律師，使得羅赫里歐敗訴，但因希歐瑪拉向羅赫里歐坦承了一切，使得兩人終於復合。貞和丹尼斯間的關係越趨曖昧，兩人也嘗試約會，但他們將發現彼此似乎都仍掛心前任。雖然拉爾斐與姵特拉只是一夜情，但拉斐爾卻發現自己似乎對姵特拉動了情，與此同時，查克被姵特拉的既勇敢又可愛的舉動打動，因而重新接受了姵特拉。警方懷疑阿妮姿卡與史考特的死有所關係，因此引姵特拉上鉤，並發現姵特拉私下與阿妮姿卡通信。最後，電視台高層為羅赫里歐的新肥皂劇找來了一名壯碩的帥氣小鮮肉法比安一同參演，這讓羅赫里歐備受威脅，但卻讓貞“激情”高昂。 |             |                                |                      |                                           |                |                       |
| 60 | 16          | 第六十章 Chapter Sixty         | 麥卡·雀拉夫特        | 卡洛琳娜·里維拉 麥卡·雀拉夫特             | 2017年4月24日  | 0.79                  |
| 法比安總能讓貞“性”致高昂，因此貞常藉故參訪羅赫里歐的肥皂劇劇組，好見上法比安一面，而希歐瑪拉鼓勵貞勇敢享受性，但貞卻不太信任先性後愛的感情。露易莎與偽裝成艾琳的蘿絲重返瑪貝拉，而拉斐爾夥同艾爾維斯欲監聽兩人，以確保艾琳並非蘿絲，但蘿絲卻相當小心翼翼。貞的小說終於要上市了，然而公關部門希望以貞精彩的個人故事來做宣傳，這讓貞相當掙扎，因為這和她的理想有所落差。羅赫里歐對年輕體壯的法比安感到有敵意，在得知貞喜歡他後，更是急跳腳。雖然艾兒芭對喬治也有著慾望，但她仍然堅持婚後性行為的信仰，因此和喬治表明了自己的立場。為了能夠參加書展，貞打算尋求羅赫里歐的幫助，以增加自己的推特帳戶追蹤人數，在法比安得知後，他決定幫助貞，同時希望藉此來說服貞幫他向羅赫里歐美言幾句，這使貞誤以為法比安並未喜歡自己，而法比安也誤信了貞掩飾喜歡他的否定回答。羅赫里歐在得知法比安是真的視他為偶像後，他放下了對法比安的敵意，但仍因思念麥可而無法讓法比安取代麥可在他心中的位置。警方決定藉姵特拉擒獲阿姿妮卡，使得姵特拉得因此被迫面對阿姿妮卡對她造成的創傷，與此同時，拉斐爾與查克為保護她而產生些微的較勁意味。儘管貞在推特的追蹤人數上達標，仍然無法參加書展，於是她轉向瑪琳尋求幫助，卻得知瑪琳也曾和她一樣堅持理想，但現實卻總是讓人挫敗。貞最後還是選擇向公關部門妥協，而希歐瑪拉安慰貞，要她了解只要越是勇敢地面對失去麥可的痛，傷口就會越小。最後，貞與法比安相互表白，露易莎為拉近與拉斐爾的關係而不願和蘿絲離開，至於阿姿妮卡則在一抵達邁阿密後，便被警方逮捕，這讓姵特拉的秘密恐有曝光危機。 |             |                                |                      |                                           |                |                       |
| 61 | 17          | 第六十一章 Chapter Sixty-One   | 梅蘭妮·梅隆          | 保羅·修洛塔                               | 2017年5月1日   | 0.77                  |
| 姵特拉向拉斐爾坦承自己先前開除了史考特，並利用史考特的手機向阿妮姿卡提出分手，隨後在史考特遇害當晚，灌醉阿妮姿卡，並假扮成阿妮姿卡與史考特分手，好達到送走阿妮姿卡的目的，殊不知，史考特的死亡卻讓如今的她與阿妮姿卡身陷危機。貞期待和法比安享受魚水之歡，結果她卻得知法比安打算暫時禁慾，與此同時，貞巧遇帶著訂婚消息歸來的黎娜，然而兩人間的關係卻多了一分尷尬，這讓貞相當苦惱。希歐瑪拉擔心自己和羅赫里歐的感情進展過速，深怕重蹈過往覆轍，因此她有意拒絕和羅赫里歐同居的想法，這讓羅赫里歐誤以為是艾兒芭在背後阻饒，直到希歐瑪拉向他求婚才解開誤會。在法比安的說服下，貞決定和黎娜把話說開，殊不知卻差點引起兩人的爭執，而在黎娜說出於麥可逝世那段期間她與貞的相處模式後，貞終於了解兩人漸漸疏遠的原因，並因此重修舊好。擔心自己的綠卡恐被註銷的艾兒芭，決定替自己與尚未獲得綠卡的喬治，參加遊行以支持他們的權益。貞意外發覺拉斐爾對姵特拉的愛意，但她同時提醒拉斐爾勿忘姵特拉當初花了多少心力才放下他，建議拉斐爾在行動前三思，這使拉斐爾對姵特拉表白感到卻步。認為自己與法比安毫無共通點的貞，正打算終止這段交往關係時，她卻意外發現法比安的另一面，並因此增進了兩人的感情，而法比安暫時禁欲的原因，正是為了尋得兩人關係中的愛。拉斐爾請來艾爾維斯幫忙調查史考特的死亡真相，這讓吃味的查克說服姵特拉與自己先行調查，殊不知，阿妮姿卡卻向警方道出在史考特小本子上，充滿神秘與嫌疑的「JP」，正是查克。 |             |                                |                      |                                           |                |                       |
| 62 | 18          | 第六十二章 Chapter Sixty-Two   | 費南多·薩里納納      | 潔西卡·歐圖爾 艾美·拉爾汀 大衛·S·羅森塔爾 | 2017年5月8日   | 0.99                  |
| 貞受邀撰寫〈柯夢波丹〉客座專欄，與此同時，她尚與法比安摸索兩人的關係。希歐瑪拉與羅赫里歐向大家公布喜訊，這讓貞相當興奮與感動，但兩人卻反常地表示不想舉辦大型婚禮，這讓貞與艾兒芭有些困惑。姵特拉聽到拉斐爾在留言中的告白後，感到驚慌失措，這時又意外發現與她同行的查克正是JP後，緊急向拉斐爾求救。查克選擇向姵特拉坦承他在收購飯店時，私下和史考特有過交易，並發誓自己並非殺害史考特的兇手，更向姵特拉表白了他的真情。馬特奧開始對自己的出生感到好奇，這讓貞不知所措，並決定和拉斐爾一同向馬特奧傳遞性知識。貞發覺自己和法比安似乎對這段關係並無共識，而法比安也只是喜歡貞此「類型」的女孩，這讓貞選擇向法比安提出分手，使得在早前向媒體對貞表白的法比安感到氣憤與難堪。希歐瑪拉與羅赫里歐其實是擔心舉辦大型婚禮會讓貞憶起麥可，才選擇低調結婚，但貞表明自己非常樂見兩人大肆慶祝之，與此同時，在暗處裡，似乎有個神秘人正監視著希歐瑪拉與羅赫里歐這對幸福愛侶。貞與法比安在釐清兩人對這段關係的不同理解後，他們決定嘗試談性不談愛的關係，而貞也在希歐瑪拉的幫助下，試著放下聖女情節，享受健康的性關係。拉斐爾發現姵特拉有聽到他告白的留言後，再次向姵特拉表露真心，就在這時，丹尼斯捎來由側寫師透過查克描繪出的嫌疑女子畫像，這讓他們看了都大吃一驚。 |             |                                |                      |                                           |                |                       |
| 63 | 19          | 第六十三章 Chapter Sixty-Three | 吉娜·拉馬爾          | 保羅·修洛塔                               | 2017年5月15日  | 0.76                  |
| 擺脫童話故事情節的貞，得知希歐瑪拉與羅赫里歐打算舉行童話故事主題的婚禮後，雖然她內心對此感到排斥，但她仍選擇支持父母。然而，婚禮顧問卻嘲諷希歐瑪拉的年紀與主題不符，不想讓母親受傷的貞和婚禮顧問產生意見分歧，導致婚禮顧問辭去委任，使得貞不得不自告奮勇擔任父母的婚禮顧問。拉斐爾希望貞可以說服姵特拉與他復合，但貞不願介入兩人的感情問題而回絕，殊不知，姵特拉也跑來詢問她的意見，使她不得不順從自己的想法，認同姵特拉覺得不妥的論點。法比安想要的似乎不只是砲友關係，這使束手無策的貞選擇迴避他，然而在貞得知羅赫里歐送了封婚禮邀請函給法比安後，慌張的她便想私下窩藏邀請函，結果卻意外和法比安遇著。貞發現法比安能夠替她取得婚禮所需的白馬後，原本想表明結束關係的貞，決定暫緩而隱瞞法比安，並請託法比安替她與馬廄聯繫。法比安意外從羅赫里歐口中得知貞打算和他分手，認為貞在利用他的法比安，刻意忘詞來拖延羅赫里歐的時間，導致他無法與希歐瑪拉赴約以籌辦婚禮事宜。拉斐爾在被姵特拉拒絕後，責怪貞從中阻饒，另一方面，貞還得應付自己引起羅赫里歐與法比安間的紛爭。貞看著拉斐爾與姵特拉一家幸福的模樣，發覺自己似乎有著深怕和馬特奧被拉斐爾遺落的恐懼及嫉妒，在正視這個問題後，她選擇替拉斐爾及姵特拉牽線，使他們終能走到一起。希歐瑪拉對羅赫里歐一直未能抽空參與籌畫婚禮感到沮喪，在羅赫里歐意識到希歐瑪拉的感受後，他及時趕到告別單身派對，給予希歐瑪拉驚喜，而希歐瑪拉與羅赫里歐則為了感謝女兒的支持，決定邀請貞擔任他們的證婚人。和警方合作的拉斐爾，對露易莎謊稱自己癌症復發，擔心的露易莎便執意回到邁阿密，結果和她同行的艾琳卻隨即被警方逮捕，並公然揭露了她的真面目。 |             |                                |                      |                                           |                |                       |
| 64 | 20          | 第六十四章 Chapter Sixty-Four  | 梅蘭妮·梅隆          | 麥卡·雀拉夫特 珍妮·斯奈德·厄曼            | 2017年5月22日  | 0.96                  |
| 在希歐瑪拉與羅赫里歐的婚禮即將到來之際，卻恐因遇上熱帶風暴而計劃變奏，與此同時，懷上羅赫里歐孩子的妲西卻在這時出現。忙於籌畫婚禮的貞，還得思考如何撰寫誓詞，就在這時，她得知麥可也曾寫下動人的誓詞，但她卻未知其存在，於是她前往以前與麥可生活過的舊居尋找誓詞蹤跡，但卻一無所獲。羅赫里歐在貞的告知下，得知妲西懷孕一事，而在希歐瑪拉知悉後，因未來存在太多變數，使得他們不得不選擇取消婚禮。羅赫里歐與妲西在進行扶養權的談判時，再度起了爭執，而希歐瑪拉在此過程中，了解到自己無法和羅赫里歐分離，因此還是決定如期舉行婚禮。露易莎因擔任指認蘿絲的證人而即將獲釋，這讓獲知消息的拉斐爾要露易莎遠離他的家人，與此同時，露易莎得知真正的艾琳是為了防止借用身分的真相曝光，才會殺害史考特後，為自己不相信蘿絲感到後悔。正準備前往瑪貝拉參加婚禮的貞和羅赫里歐，在公車上看見貞著作之小說《愛雪紛飛》的廣告，貞努力追尋夢想的心路歷程，給予了她撰寫父母婚禮誓詞的靈感。露易莎對拉斐爾欺騙她一事感到生氣，而拉斐爾也無法諒解露易莎和蘿絲廝混，就在露易莎剛好和阿妮姿卡乘坐同一輛計程車離去時，因交換訊息而得知她們所不知情的真相後的兩人，決定各自向拉斐爾與姵特拉報復。在查克的提點下，姵特拉內心對貞與拉斐爾間情愫的擔憂漸增，更因此受到查克的迷惑而吻了查克，此景剛好被拉斐爾撞見，使得兩人的復合終告破局。確實再次對拉斐爾動情的貞，不願破壞拉斐爾與姵特拉的感情，但在希歐瑪拉的鼓勵下，貞決定向拉斐爾坦承好了結心事。在妲西的鼓舞下，姵特拉決定向拉斐爾說出內心話，然而阿妮姿卡卻偷了拉斐爾的手機，將姵特拉引來海邊，準備與姵特拉對簿公堂。正要前去尋找拉斐爾的貞，得知新屋主聯絡前屋主並獲得麥可撰寫的誓詞後，她發現前屋主竟是初戀亞當。露易莎從阿妮姿卡那取得父親的遺囑後，決定將毫無血緣關係的拉斐爾趕走，以奪走拉斐爾所擁有的一切。 |             |                                |                      |                                           |                |                       |

## 收視
| 總集數 | 集數 | 標題                          | 播出日期       | 收視／份額 （18–49歲） | 收視 （百萬） | DVR （18–49歲） | DVR收視 （百萬） | 加總 （18–49歲） | 總收視 （百萬） |
| ------ | ---- | ----------------------------- | -------------- | ---------------------- | ------------- | --------------- | ---------------- | ---------------- | --------------- |
| 45     | 1    | 第四十五章Chapter Forty-Five  | 2016年10月17日 | 0.4/2                  | 1.09          | 0.4             | 0.83             | 0.8              | 1.92            |
| 46     | 2    | 第四十六章Chapter Forty-Six   | 2016年10月24日 | 0.4/2                  | 1.11          | 0.4             | 0.77             | 0.8              | 1.88            |
| 47     | 3    | 第四十七章Chapter Forty-Seven | 2016年10月31日 | 0.4/1                  | 0.97          | 0.4             | 0.88             | 0.8              | 1.85            |
| 48     | 4    | 第四十八章Chapter Forty-Eight | 2016年11月7日  | 0.4/2                  | 1.08          | 0.4             | 0.72             | 0.8              | 1.80            |
| 49     | 5    | 第四十九章Chapter Forty-Nine  | 2016年11月14日 | 0.3/1                  | 0.93          | 0.4             | TBD              | 0.7              | TBD             |
| 50     | 6    | 第五十章Chapter Fifty         | 2016年11月21日 | 0.4/2                  | 1.03          | 0.3             | 0.76             | 0.7              | 1.79            |
| 51     | 7    | 第五十一章Chapter Fifty-One   | 2016年11月28日 | 0.4/2                  | 1.15          | 0.4             | 0.70             | 0.8              | 1.85            |
| 52     | 8    | 第五十二章Chapter Fifty-Two   | 2017年1月23日  | 0.4/1                  | 0.99          | 0.3             | 0.72             | 0.7              | 1.70            |
| 53     | 9    | 第五十三章Chapter Fifty-Three | 2017年1月30日  | 0.3/1                  | 0.91          | 0.3             | 0.68             | 0.6              | 1.59            |
| 54     | 10   | 第五十四章Chapter Fifty-Four  | 2017年2月6日   | 0.3/1                  | 0.93          | 0.4             | 0.76             | 0.7              | 1.89            |
| 55     | 11   | 第五十五章Chapter Fifty-Five  | 2017年2月13日  | 0.4/2                  | 1.07          | 0.3             | 0.64             | 0.7              | 1.71            |
| 56     | 12   | 第五十六章Chapter Fifty-Six   | 2017年2月20日  | 0.4/1                  | 1.06          | 0.3             | 0.61             | 0.7              | 1.67            |
| 57     | 13   | 第五十七章Chapter Fifty-Seven | 2017年2月27日  | 0.3/1                  | 0.88          | TBD             | TBD              | TBD              | TBD             |
| 58     | 14   | 第五十八章Chapter Fifty-Eight | 2017年3月20日  | 0.3/1                  | 0.84          | 0.4             | 0.71             | 0.7              | 1.55            |
| 59     | 15   | 第五十九章Chapter Fifty-Night | 2017年3月27日  | 0.3/1                  | 0.89          | 0.4             | 0.69             | 0.7              | 1.57            |
| 60     | 16   | 第六十章Chapter Sixty         | 2017年4月24日  | 0.2/1                  | 0.79          | TBD             | TBD              | TBD              | TBD             |
| 61     | 17   | 第六十一章Chapter Sixty-One   | 2017年5月1日   | 0.2/1                  | 0.77          | 0.3             | 0.55             | 0.5              | 1.32            |
| 62     | 18   | 第六十二章Chapter Sixty-Two   | 2017年5月8日   | 0.4/1                  | 0.99          | TBD             | TBD              | TBD              | TBD             |
| 63     | 19   | 第六十三章Chapter Sixty-Three | 2017年5月15日  | 0.2/1                  | 0.76          | 0.3             | 0.58             | 0.5              | 1.34            |
| 64     | 20   | 第六十四章Chapter Sixty-Four  | 2017年5月22日  | 0.3/1                  | 0.96          | 0.3             | 0.61             | 0.6              | 1.57            |
| 平均   | 平均 | 平均                          | 平均           | 0.3                    | 0.96          | 0.4             | 0.69             | 0.7              | 1.65            |

## 評價
在爛番茄整合的評論中，本季獲得100%新鮮度、8.33/10分（12名評論家）。
評論家前十大電視節目排名
- No. 2　The Boob Tube Dude
- No. 8　MTV
- No. 1　綜藝雜誌（莫琳·萊恩）
- –　CNN

## 獎項
| 年度 | 大獎                         | 獎項                               | 入圍者                               | 結果 |
| ---- | ---------------------------- | ---------------------------------- | ------------------------------------ | ---- |
| 2017 | 金球獎                       | 最佳電視女演員獎－音樂及喜劇類     | 吉娜·羅德里奎                        | 提名 |
| 2017 | 人民選擇獎                   | 最喜愛公共電視網喜劇類影集獎       | 最喜愛公共電視網喜劇類影集獎         | 提名 |
| 2017 | 人民選擇獎                   | 最喜愛喜劇類電視女演員獎           | 吉娜·羅德里奎                        | 提名 |
| 2017 | 全國西班牙裔媒體聯盟影響力獎 | 電視影集最佳演出獎                 | 傑米·卡米爾                          | 獲獎 |
| 2017 | Cine Awards                  | 最佳喜劇及喜劇劇情類影集獎         | 最佳喜劇及喜劇劇情類影集獎           | 提名 |
| 2017 | Cine Awards                  | 最佳喜劇及喜劇劇情類影集女主角獎   | 吉娜·羅德里奎                        | 提名 |
| 2017 | Cine Awards                  | 最佳喜劇及喜劇劇情類影集男配角獎   | 傑米·卡米爾                          | 獲獎 |
| 2017 | Cine Awards                  | 最佳喜劇及喜劇劇情類影集女配角獎   | 雅兒·格洛布格拉斯                    | 提名 |
| 2017 | Cine Awards                  | 最佳喜劇及喜劇劇情類影集客串演出獎 | 布麗奇特·里根                        | 提名 |
| 2017 | MTV影視大獎                  | 最佳電視劇演員獎                   | 吉娜·羅德里奎                        | 提名 |
| 2017 | MTV影視大獎                  | 最佳美國故事獎                     | 最佳美國故事獎                       | 提名 |
| 2017 | 黑膠卷電視獎                 | 喜劇類影集最佳女演員獎             | 吉娜·羅德里奎                        | 提名 |
| 2017 | 青少年選擇獎                 | 電視選擇獎：喜劇類                 | 電視選擇獎：喜劇類                   | 提名 |
| 2017 | 青少年選擇獎                 | 電視選擇獎：喜劇類男演員           | 傑米·卡米爾                          | 提名 |
| 2017 | 青少年選擇獎                 | 電視選擇獎：喜劇類女演員           | 吉娜·羅德里奎                        | 提名 |
| 2017 | 形象獎                       | 最佳黃金時段電視節目獎－喜劇類     | 最佳黃金時段電視節目獎－喜劇類       | 提名 |
| 2017 | 形象獎                       | 最佳男配角獎－電視類               | 傑米·卡米爾                          | 提名 |
| 2017 | 形象獎                       | 最佳女配角獎－電視類               | 伊凡·科爾                            | 提名 |
| 2018 | 女性形象網路獎               | 最佳喜劇類影集獎                   | 最佳喜劇類影集獎                     | 提名 |
| 2018 | 女性形象網路獎               | 最佳喜劇類影集女演員獎             | 吉娜·羅德里奎                        | 提名 |
| 2018 | 女性形象網路獎               | 最佳電影／電視女性編劇獎           | 珍妮·斯奈德·厄曼（集數：第五十四章） | 提名 |

## 外部連結
- 官方网站（英文）
- 《《處女情緣》》各集列表 来自互联网电影数据库